# Marea hoinăreală (film din 2000)
Marea hoinăreală (în engleză O Brother, Where Art Thou?) este comedie-dramă din 2000 scrisă, produsă, editată și regizată de Joel și Ethan Coen. Filmul îi are în rolurile principale pe George Clooney, John Turturro și Tim Blake Nelson⁠(d), iar Chris Thomas King⁠(d), John Goodman, Holly Hunter, și Charles Durning⁠(d) au roluri secundare.
Acțiunea filmul are loc în anii 1930 în zonele rurale din Mississippi în timpul Marii crize economice. Povestea este o satiră modernă vag bazată pe poemul Odiseea de Homer care include aspecte sociale specifice sudului american. Titlul filmului este preluat din comedia Sullivan's Travels⁠(d) (1941) de Preston Sturges⁠(d) unde protagonistul este un regizor care ecranizeze lucrarea de ficțiune O Brother, Where Art Thou? despre criza economică.
O mare parte din melodiile utilizate în film sunt din acea perioadă. A fost unul dintre primele filme care au folosit o tehnică digitală de modificare a culorii⁠(d) cu scopul de a-i da peliculei un aspect tomnatic cu nuanțe de sepie.  Lansat de Buena Vista Pictures⁠(d) - prin intermediul Touchstone Pictures - în America de Nord, Franța, Germania, Italia și Spania, respectiv de Universal Pictures în alte țări, filmul a fost bine primit de critici, iar coloana sonoră a câștigat un premiu Grammy pentru cel mai bun album al anului în 2002. Printre muzicienii country și folk care au fost dublați în film se aflau John Hartford⁠(d), Alison Krauss, Dan Tyminski⁠(d), Emmylou Harris, Gillian Welch⁠(d), Ralph Stanley⁠(d), Chris Sharp⁠(d), Patty Loveless⁠(d) și alții. Aceștia au participat la un turneu de concerte intitulat Down from the Mountain⁠(d) unde au interpretat coloana sonoră a filmului.

## Intriga
Trei deținuți - Ulysses Everett McGill, Pete și Delmar O'Donnell - scapă dintr-un grup de prizonieri înlănțuiți⁠(d) și pornesc spre locul în care Everett susține că ar fi îngropat o comoară înainte ca zona să fie transformată în lac. Cei trei urcă în drezina⁠(d) unui orb care le înșiră o suită de profeții și le spune că vor descoperi o comoară, dar nu cea pe care o caută. Cei trei se îndreaptă spre casa lui Wash, vărul lui Pete. Aceștia se stabilesc în hambarul său, însă Wash îl contactează pe șeriful Cooley care, împreună cu oamenii săi, incendiază hambarul. Fiul lui Wash îi ajută să scape.
Evadații îl întâlnesc pe Tommy Johnson, un tânăr negru care tocmai și-a vândut sufletul diavolului în schimbul talentului de a mânui chitara. Faliți, aceștia se opresc la o stație radio unde înregistrează o melodie sub numele de The Soggy Bottom Boys. În acea noapte, trioul se desparte de Tommy după ce mașina le este descoperită de poliție. Între timp, fără să știe, cântecul devine melodie de succes.
În apropierea unui râu, grupul aude cântece. Aceștia văd trei femei spălând haine și cântând. Femeile îi îmbată cu whisky de porumb⁠(d) până când își pierd cunoștința. Odată treziți, Delmar găsește hainele lui Pete lângă el cu o broască sub acestea. El este convins că femeile erau sirene⁠(d) și l-au transformat pe Pete în broască. Mai târziu în aceeași zi, vânzătorul chior de biblii Marele Dan Teague îi invită la un picnic unde îi jefuiește și ucide broasca.
În drum spre orașul natal al lui Everett, cei doi îl observă pe Pete lucrând alături de un grup de deținuți. La sosire, Everett o confruntă pe soția sa Penny după ce aceasta a decis să-și schimbe numele de familie și le-a spus fiicelor sale că tatăl lor este mort. Intră în conflict cu Vernon T. Waldrip, viitorul ei „pretendent”. În acea noapte, Everett și Delmar se strecoară în celula lui Pete și îl eliberează. Le povestește că femeile l-au predat autorităților, iar ca urmare a torturii la care a fost supus, le-a indicat locația comorii. În acel moment, Everett mărturisește că nu există nicio comoară. Voia să evadeze după ce a primit vestea că soția sa urmează să se căsătorească și nu o putea face fără ei. Pete, care mai avea de executat doar două săptămâni din sentința inițială, iar acum trebuie să mai execute încă cincizeci de ani din cauza evadării, se înfurie.
Trioul descoperă o ceremonie a Ku Klux Klan în cadrul căreia se pregătește spânzurarea lui Tommy. Aceștia se deghizează în klansmen și încearcă să-l salveze. Totuși, Marele Dan, membru al Klanului, le dezvăluie identitatea. În haosul care urmează se dovedește că Homer Stokes, candidat la viitoarele alegeri guvernamentale, este Grand Wizard. Evadații îl eliberează pe Tommy și răstoarnă o imensă cruce arzătoare⁠(d) care se prăbușește pe Marele Dan.
Everett îi convinge pe Pete, Delmar și Tommy să-l ajute să-și recâștige soția. Se strecoară la o cină de gală organizată de Stokes cu ocazia alegerilor electorale unde se deghizează în muzicieni. Grupul interpretează melodia înregistrată la radio, moment în care mulțimea o ia razna. Homer îi recunoaște pe aceștia și oprește spectacolul pe motiv că aceștia nu sunt albi, însă mulțimea îl alungă din oraș pe o linie de cale ferată⁠(d). Pappy O'Daniel, candidatul în funcție, profită de ocazie, îi susține pe Soggy Bottom Boys și îi grațiază. Penny este de acord să se căsătorească cu Everett cu condiția ca acesta să-i găsească inelul original.
A doua zi dimineață, grupul își propune să recupereze inelul aflat într-o cabană din valea în care Everett susținuse anterior că se află comoara. Oamenii legii îi arestează la fața locului, iar șeriful Cooley ordonă spânzurarea acestora. În timp ce Everett se roagă lui Dumnezeu, valea este inundată și aceștia sunt mântuiți. Tommy găsește inelul într-un birou care plutește și cei patru se întorc în oraș. Cu toate acestea, când Everett îi prezintă inelul lui Penny, aceasta susține că nu este inelul ei, îl refuză și nu-și amintește unde l-a pus pe celălalt.

## Distribuție
- George Clooney în rolul lui Ulysses Everett McGill. Personajul său corespunde lui Odiseu (Ulise) în Odiseea.[28]
- John Turturro în rolul lui Pete. (Numele său de familie nu este niciodată menționat în film) Alături de Delmar, Pete reprezintă soldații lui Odiseu care rătăcesc alături de el din Troia până în Itaca, căutând să se întoarcă acasă.
- Tim Blake Nelson⁠(d) în rolul Delmar O'Donnell.
- Chris Thomas King⁠(d) în rolul lui Tommy Johnson, un cântăreț profesionist de blues. Numele și povestea sa corespunde cu cea a lui Tommy Johnson⁠(d), un cântăreț de blues despre care se spune că și-a vândut sufletul diavolului la o răscruce (un alt caz este cel al muzicianului Robert Johnson).[29][30]
- Frank Collison⁠(d) în rolul lui Washington Bartholomew „Wash” Hogwallop, vărul lui Pete.
- John Goodman în rolul lui Daniel „Marele Dan” Teague, un tâlhar chior și membru al Ku Klux Klan care se prezintă drept vânzător de Biblii. Personajul său corespunde ciclopului Polifem din Odiseea.[28]
- Holly Hunter în rolul lui Penny Wharvey-McGill, fosta soție a lui Everett. Ea corespunde Penelopei în Odiseea.[28]
- Charles Durning⁠(d) în rolul lui Menelaus „Pappy” O'Daniel, guvernatorul statului Mississippi. Personajul său se bazează pe guvernatorul din Texas W. Lee „Pappy” O'Daniel⁠(d),[31] iar numele Menelaus este preluat din Odiseea, însă personajul îl reprezintă pe Zeus.[28]
- Daniel von Bargen în rolul șerifului Cooley, un șerif rural nemilos care urmărește trioul pe durata filmului. Personajul său corespunde lui Poseidon în Odiseea.[28]Acesta a fost comparat cu Boss Godfrey în Cool Hand Luke.[32]
- Wayne Duvall în rolul lui Homer Stokes, candidat în cadrul alegerilor guvernamentale și lider al unei filiale a Ku Klux Klan.
- Ray McKinnon⁠(d) în rolul lui Vernon T. Waldrip. El corespunde pețitorilor Penelopei⁠(d) din Odiseea.[28]
- Michael Badalucco⁠(d) în rolul Baby Face Nelson⁠(d).
- Stephen Root⁠(d) în rolul domnului Lund, managerul orb al unui studio radio. Personajul său corespunde lui Homer.[28]
- Lee Weaver⁠(d) în rolul profetului orb care prezice cu exactitate rezultatul aventurii celor trei. Personajul său corespunde lui Tiresias în Odiseea . [28]
- Mia Tate, Musetta Vander⁠(d) și Christy Taylor în rolul celor trei „sirene”.

Gillian Welch⁠(d), care a contribuit la coloana sonoră a filmului, apare în rolul unui client al magazinului de discuri unde cere o copie a discului înregistrat de Soggy Bottom Boys.